# Ján Zimmer
Ján Zimmer (* 16. Mai 1926 in Ružomberok; † 21. Januar 1993 in Bratislava) war ein slowakischer Komponist und Pianist.

## Leben
Geboren im nordslowakischen Ružomberok, studierte Ján Zimmer 1941–1948 am Konservatorium Bratislava bei Anna Kafendová (Klavier), Józef Weber (Orgel) und Eugen Suchoň (Komposition). Schon ab 1948 lehrte er selbst Musiktheorie und Klavier am Konservatorium Bratislava, er setzte aber auch seine eigene Ausbildung bei Ferenc Farkas an der Musikakademie Budapest und 1949 beim Sommerkurs des „Seminar in American Studies in Salzburg“ fort. Daneben arbeitete er für den Tschechoslowakischen Rundfunk. In seiner politischen Haltung umstritten und dem kommunistischen System suspekt, war er den Behörden in seinen beruflichen Anstellungen nicht mehr genehm. Er blieb in der ČSSR und wirkte seit 1952 primär freischaffend als Komponist und Konzertpianist, wobei er sehr häufig als Interpret eigener Werke auftrat.
In seinem Schaffen ging Zimmer von der spätromantischen Tradition aus, die er mit expressionistischen Mitteln und Modalität bzw. damit in Zusammenhang stehend melodischen und rhythmischen Elementen der slowakischen Volksmusik zu einer persönlichen Tonsprache verknüpfte. Stilistisch fand seine den verschiedenen Trends der Avantgarde und Experimenten fernstehende Musik durchaus die Akzeptanz der Kulturbehörden. Gelegentlich griff Zimmer sogar politisch genehme nationalistische Thematik auf, so etwa in der Kantate Povstanie (Aufstand) von 1954. Auch finden sich bei seinen Textvertonungen oft Schriftsteller, deren Lyrik im Rahmen des vom Sozialistischen Realismus offiziell Verordneten stand. Mehrere Werke in seinem Katalog spiegeln nationalen Bezug im Sinn von Verbundenheit zur Slowakei oder tragen explizit religiösen Charakters wie das Magnificat (1951). Mit seinen dreizehn Sinfonien und sieben Klavierkonzerten ist Zimmer einer der zentralen Komponisten dieser beiden Gattungen in der slowakischen Musik des 20. Jahrhunderts.
Jan Zimmer war mit der 1934 geborenen akademischen Malerin Eva Grešáková verheiratet. Sein Schwiegervater war der Komponist Jozef Grešák, sein Sohn ist der Dirigent Richard Zimmer.

## Preise und Auszeichnungen (Auswahl)
- 1971: Ján-Levoslav-Bella-Preis für Piesne bez slov (Lieder ohne Worte) op. 66
- 2018: Eintrag in das Goldene Buch der slowakischen Urheberrechtsgesellschaft SOZA[5] für das Jahr 2017 (posthum)

## Werke (Auswahl)

### Oper
- Oidipus (Ödipus). Oper in zwei Akten, Text: Ján Zimmer nach Sophokles op. 48 (1963)
- Herakles. Opernpantomime in vier Akten, Text: Ján Zimmer op. 70 (1972/1982)
- Odlomený čas (Gebrochene Zeit). Oper in zwei Akten und einem Epilog, Text: Ján Zimmer nach Leo Tolstoi op. 76 (1977)

### Schauspielmusik
- Sneh nad limbou (Schnee über Limba). Musik zum Drama von Ivan Bukovčan (1974)

### Soli, Chor und Orchester
- Sinfonie Nr. 4 nach einem Text von Ján Kostra für Sopran, Tenor, gemischten Chor und Orchester op. 37 (1959)
- Holubica pokoja (Friedenstaube). Kantate nach einem Text von Ján Kostra für Soli, gemischten Chor und Orchester op. 41 (1960)
- Mŕtvi sa nevrátia (Die Toten kehren nicht zurück). Oratorium nach einem Text von Pavol Horov[6], Miro Procházka und Ján Kostra für zwei Sprecher, Sopran, Tenor gemischten Chor und Orchester op. 60 (1968)

### Chor und Orchester
- Magnificat für gemischten Chor und Orchester op. 9 (1951)
- Mier (Frieden) Sinfonische Dichtung nach einem eigenen Text für gemischten Chor und Orchester op. 14 (1953)
- Povstanie (Aufstand). Kantate nach einem Text von Miro Procházka für Männerchor und Orchester op. 17 (1954)
- Bratislavská jar (Bratislavaer Frühling). Lyrische Kantate nach einem Text von Ján Kostra für gemischten Chor und Orchester op. 77 (1974)
- Fantasie für Männerchor, Klavier und Orchester op. 83 (1976)

### Gesangsstimme und Orchester
- Jesenných steskov (Herbstgrüße). Drei Lieder nach Gedichten von Ján Motulko[7] für Tenor und Orchester (oder Klavier) op. 12 (1952)
- Nad ránom (Am Morgen) nach einem Text von Ján Smrek für Tenor und Orchester (oder Klavier) op. 92 (1979)

### Orchesterwerke
- Pochod pionierov (Marsch der Pioniere) (1952)
- Tatra. Sinfonische Suite Nr. 1 op. 11 (1952)
- Sinfonie Nr. 1 op. 21 (1955)
- Slávnostná predohra (Festouvertüre) op. 22 (1955)
- Pamiatke Ľudovíta Štúra (Gedenken an Ľudovít Štúr) für Sprecher und Orchester op. 24 (1956)
- Tatra. Sinfonische Suite Nr. 2 op. 25 (1956)
- Sinfonie Nr. 2 op. 26 (1958)
- Sinfonie Nr. 3 op. 33 (1959)
- Strečno. Sinfonische Dichtung op. 34 (1958)
- Sinfonie Nr. 5 op. 44 (1961)
- Sinfonie Nr. 6 op. 51 „Improfisata“ (1965)
- Sinfonie Nr. 7 op. 54 (1966)
- Französische Suite op. 62 (1968)
- Piesne bez slov (Lieder ohne Worte) op. 66 (1970)
- Sinfonie Nr. 8 op. 68 (1971)
- Sinfonie Nr. 9 op. 72 (1973)
- Oslobodenie (Befreiung) nach Texten von Ján Škamla[8], Miro Procházka und Ján Kostra für Sprecher und Orchester op. 78 (1975)
- Hudba starej Bratislavy (Musik des alten Bratislava) für Cembalo, Orgel und Orchester op. 80 (1975)
- Koncertná predhora Nr. 1 (Konzertouvertüre) op. 82 (1975)
- Predohra (Vorspiel) op. 88 (1977)
- Zo slovenských hôr (Aus den slowakischen Bergen) op. 89 (1978)
- Koncertná predhora Nr. 2 (Konzertouvertüre) op. 96 (1981)
- Sinfonie Nr. 11 op. 98 (1981)
- Mládežnícka suita (Jugendsuite) op. 105 (1984)
- Sinfonie Nr. 12 für Orchester, Orgel und Tonband op. 107 (1986)
- Sinfonie Nr. 13 op. 119 „Vlastenecká“ (Patriotische) zur Unabhängigkeitserklärung der Slowakei (1992)

### Kammerorchester
- Sinfonie Nr. 10 op. 82 „Hommage à Joseph Haydn“ (1979)

### Soloinstrument(e) und Orchester
- Klavierkonzert Nr. 1 op. 5 (1949)
- Concerto grosso für zwei Klaviere, Schlagzeug und Streichorchester op. 7 (1951)
- Klavierkonzert Nr. 2 op. 10 (1952)
- Violinkonzert op. 15 (1953)
- Rhapsodie für Klavier und Orchester op. 18 (1954)
- Concertino für Klavier und Streichorchester op. 19 (1955)
- Konzert für Orgel, Streichorchester und Schlagzeug op. 27 (1957)
- Klavierkonzert Nr. 3 op. 29 (1958)
- Klavierkonzert Nr. 4 op. 36 (1959–1960)
- Kleine Fantasie für Klavier und Orchester op. 40 (1960)
- Concerto da camera für Oboe und Streichorchester oder Klavier op. 47 (1962)
- Klavierkonzert Nr. 5 für Klavier linke Hand und Orchester op. 50 (1964)
- Nálada (Laune) für Klavier und Streichorchester (1967)
- Konzert für zwei Klaviere und Orchester op. 57 (1967)
- Klavierkonzert Nr. 6 op. 71 (1972)
- Kammerkonzert für Orgel und Streichorchester op. 102 (1983)
- Klavierkonzert Nr. 7 op. 106 (1985)
- Concerto polifonico für Orgel und Orchester op. 108 (1986)
- Drei Tanzskizzen für Klavier und Orchester op. 112 (1988)
- Concertino classico für Viola und Kammerorchester op. 117 (1989)

### Duos und Kammermusik
- Variationen für Streichtrio op. 1 (1945)
- Klavierquintett op. 6 (1949/1950)
- Suite im alten Stil für Violine und Klavier op. 30 (1957)
- Zwei slowakische Tänze für Violine und Klavier op. 38 (1960)
- Streichquartett Nr. 1 op. 39 (1960)
- Bläserquintett op. 61 (1968)
- Poetische Sonate für Violine und Klavier op. 85 (1976)
- Trio für Flöte, Violine und Klavier op. 93 (1979)
- Variationen für zwei Violinen und Viola „in modo classico“ op. 87 (1977)
- Streichquartett Nr. 2 op. 100 (1983)
- Sechs kleine Präludien für zwei Violinen op. 104 (1984)
- Streichquartett Nr. 3 op. 110 (1987)

### Klavier vierhändig oder zwei Klaviere
- Sonate Nr. 1 für zwei Klaviere op. 16 (1954)
- Sonate Nr. 2 für zwei Klaviere op. 35 (1959)
- Sonate Nr. 3 für zwei Klaviere op. 53 „In memoriam Sergej Prokofjew“ (1965)
- Allegro – Andante für zwei Klaviere zu acht Händen op. 63 (1969)
- Sonate Nr. 4 für zwei Klaviere op. 73 (1973)
- Zwei am Klavier. Zehn Stücke nach slowakischen Volksliedern für Klavier zu vier Händen op. 74 (1973)
- Štyri skladby (Vier Sätze) für Klavier zu vier Händen op. 116 (1988)
- Antifóna. Variationen über einen gregorianischen Choral für Klavier zu vier Händen op. 120 (1992)

### Klavier solo
- Nálady (Launen) op. 2 (1948)
- Sonate Nr. 1 op. 4 (1948)
- Tatra, Suite Nr. 1 op. 11 (1952)
- Drei Präludien op. 20 (1954)
- Tatra, Suite Nr. 2 op. 25 (1956)
- Konzert für Klavier ohne Orchester op. 23 (1957)
- Sonate Nr. 2 op. 45 (1961)
- Etüden für junge Klavierspieler, 1. Teil op. 56 (1966)
- Sonate Nr. 3 op. 55 (1966)
- Sonate Nr. 4 „Improvisationen“ op. 69 (1971)
- Zwei romantische Stücke op. 81 (1975)
- Etüden für junge Klavierspieler, 2. Teil op. 59 (1977)
- Sonate Nr. 5 op. 90 (1978)
- Drei Tanzskizzen (1979)
- Sonate Nr. 6 op. 94 (1980)
- Klavírne drobnosti (Klavier-Kleinigkeiten). Instruktive Stücke nach Motiven slowakischer Volkslieder op. 99 (1982)
- Bagatellen op. 103 (1983/1984)
- Introduktion und Toccata op. 109 (1987)
- Sonate Nr. 7 „Ricordanza“ op. 113 (1988)
- Variationen auf den Namen Eugen Suchoň op. 115 (1988)

### Orgel solo
- Präludium und Doppelfuge cis-Moll op. 13b (1947)
- Fantasie und Toccata op. 32 (1958)
- Concerto in D op. 42 (1960)
- Sonate op. 65 (1970)
- Drei kleine Präludien op. 86 (1977)
- Sonate Nr. 2 op. 97 (1981)

### Diverse Instrumente solo
- Sonate für Viola op. 31 (1958)
- Balladen-Burleske für Viola op. 84 (1976)
- Sonate für Flöte op. 91 (1979)

### Gesang und Klavier
- Jar v údolí (Frühling im Tal). Drei Lieder nach Gedichten von Rudolf Dilong für Sopran und Klavier op. 3 (1947)
- Pieseň o večnom priateľstve (Lied über ewige Freundschaft) nach einem Text von Milan Lajčiak für Gesang und Klavier (1952)
- Jesenných steskov. Drei Lieder nach Gedichten von Ján Motulko für Tenor und Klavier op. 12 (1952)
- Pamiatke Jiřiho Wolkra (Erinnerung an Jiři Wolker). Liederzyklus nach Gedichten von Jiři Wolker für Bass und Klavier op. 43 (1961)
- Predstavy (Träume) nach Worten von Ladislav Novomeský für Alt und Klavier op. 49 (1963)
- Tri detské hry (Drei Kinderspiele) nach Texten von Viera Janusová für Gesang und Klavier (1964)
- Smaragd. Vier Lieder nach Gedichten von Ján Smrek für Sopran und Klavier op. 64 (1969)
- Piesne o jari (Lieder über den Frühling) nach Gedichten von Ján Kostra für Tenor und Klavier op. 67 (1970)
- Nad ránom (Am Morgen) auf Worte von Ján Smrek für Tenor und Klavier op. 92 (1979)
- Šla tade žena (Eine Frau ging hierher) nach einem Text von Pavol Horov für Sopran und Klavier op. 101 (1984)

### Chor a cappella
- Metafora (Metapher) für Männerchor (1956)
- Jeseň (Herbst) nach einem Gedicht von Ľudovít Štúr für gemischten Chor (1956)
- K lipke nach einem Gedicht von Ľudovít Štúr für Kinderchor (1956)
- Na slávu baníkov (Zum Ruhm der Bergleute) auf Worte von Ján Kostra für Männerchor (1963)
- Vier Madrigale auf altenglische Texte für gemischten Chor op. 52 (1964)
- Vier Motetten auf lateinische Texte für gemischten Chor op. 58 (1967)
- Pieseň bez mena (Lied ohne Namen) nach einem Text von Janko Kráľ für Kinderchor (1967)
- Svätoboj. Slowakisches Madrigal nach einem Text von Ľudovít Štúr für gemischten Chor op. 75 (1973)
- Dobrú noc má milá (Gute Nacht, mein Schatz) für Frauenchor (1975)
- Zwei Männerchöre nach Texten von Ľudovít Štúr und Vojtech Mihálik[9] op. 79 (1975)
- Letters to Hebrews. Drei Madrigale nach Texten aus dem biblischen Brief an die Hebräer für gemischten Chor (1977)

### Musik zu Spiel- und TV-Filmen
- V hodine dvanástej (In der zwölften Stunde). Regie: Andrej Lettrich und Jozef Medved (1958/1959)
- Jerguš Lapin. Regie: Jozef Medved (1960)
- Bratia (Brüder). Regie: Andrej Lettrich (1961/1962)
- Organ (Orgel). Regie: Štefan Uher (1964)
- Živý bič. TV-Spielfilm, Regie: Martin Ťapák (1966)
- Stopy na Sitne (Spuren auf dem Sitno). Regie: Vladimír Bahna (1968)
- Generácia  (1. Dlhý čas čakania, 2. Živí a mŕtvi, 3. Mŕtvi a živí) (Generation: 1. Lange Wartezeit, 2 Die Lebenden und die Toten, 3. Die Toten und die Lebenden). Filmdreiteiler nach der Romantrilogie von Vladimír Mináč, Regie: Vladimír Bahna (1969)[10]
- Skrytý prameň (Eine verschüttete Quelle). Regie: Vladimír Bahna (1973/1974)[11]

Zudem Musik zu zahlreichen Dokumentarfilmen, weitere Chorsätze, Stücke für Kinder, Werke für den Unterricht, sowie Volksmusikarrangements

## Diskographie (Auswahl)
- Klavierkonzert Nr. 4 op. 36 – Ján Zimmer (Klavier), Slowakische Philharmonie, Dirigent: Ľudovít Rajter – auf: Dezider Kardoš, Ján Zimmer: Orchesterwerke (Supraphon, LP 1965)
- Tatry op. 11, Klaviersonate Nr. 2 op. 45, Klaviersonate Nr. 3 op. 55 – Ján Zimmer (Klavier) – auf: Ján Zimmer: Hrá vlastné skladby (Opus, LP 1971)
- Štyri madrigaly na staré anglické texty op. 52 – Slowakische Madrigalisten, Leitung: Ladislav Holásek – auf: Súčasné Slovenské madrigaly a zbory (Supraphon, LP 1974)
- Andante und Allegro aus dem Klavierkonzert Nr. 6 op. 71 – Ján Zimmer (Klavier), Tschechoslowakisches Rundfunksinfonieorchester Bratislava, Dirigent: Ondrej Lenárd – auf: Opus 100 – Živý odkaz našej hudby (Opus, CD 2012)